# Kreis Werdau
| Basisdaten                                 | Basisdaten                                          |
| ------------------------------------------ | --------------------------------------------------- |
| Bezirk der DDR                             | Karl-Marx-Stadt                                     |
| Kreisstadt                                 | Werdau                                              |
| Fläche                                     | 208 km² (1989)                                      |
| Einwohner                                  | 69.884 (1989)                                       |
| Bevölkerungsdichte                         | 336 Einwohner/km² (1989)                            |
| Kfz-Kennzeichen                            | T, X (1953–1990) TW, XW (1974–1990) WDA (1991–1994) |
|                                            |                                                     |
| Der Kreis Werdau im Bezirk Karl-Marx-Stadt |                                                     |

Der Kreis Werdau war ein Landkreis im Bezirk Karl-Marx-Stadt der DDR. Von 1990 bis 1994 bestand er als Landkreis Werdau im Freistaat Sachsen fort. Sein Gebiet liegt heute im Landkreis Zwickau in Sachsen. Der Sitz der Kreisverwaltung befand sich in Werdau.

## Geographie

### Lage
Der Kreis Werdau lag westlich von Zwickau. Er wurde von der Pleiße durchflossen und gehörte geographisch zum Erzgebirgsvorland.

### Nachbarkreise
Der Kreis Werdau grenzte im Uhrzeigersinn im Norden beginnend an die Kreise Schmölln, Glauchau, Zwickau-Land, Stadtkreis Zwickau, Reichenbach, Greiz und Gera-Land.

## Geschichte
Am 25. Juli 1952 kam es in der DDR zu einer umfassenden Kreisreform, bei der unter anderem die Länder ihre Bedeutung verloren und neue Bezirke gebildet wurden. Am 4. Dezember 1952 wurde die neue Kreiseinteilung noch einmal korrigiert; der neue Kreis Werdau umfasste seitdem 
- 23 Gemeinden aus dem alten Landkreis Zwickau:

Beiersdorf, Blankenhain, Crimmitschau (Stadt), Dänkritz, Gösau, Gospersgrün, Hartmannsdorf b. Werdau, Königswalde, Langenbernsdorf, Langenhessen, Langenreinsdorf, Lauenhain, Lauterbach, Leubnitz, Neukirchen a.d. Pleiße, Niederalbertsdorf, Oberalbertsdorf, Ruppertsgrün, Seelingstädt, Steinpleis, Trünzig, Werdau (Stadt) und Zwirtzschen,
- die vier Gemeinden Braunichswalde, Großpillingsdorf, Mannichswalde und Vogelgesang aus dem alten thüringischen Landkreis Gera sowie
- die Gemeinde Fraureuth aus dem alten thüringischen Landkreis Greiz

Der Kreis wurde dem neugebildeten Bezirk Karl-Marx-Stadt zugeordnet. Kreissitz wurde die Stadt Werdau.
Durch Gemeindegebietsveränderungen und Umgliederungen in Nachbarkreise sank die Zahl der Gemeinden von Kreisbildung bis -auflösung von 28 über 21 im Jahr 1990 auf 15:
- 20. Juni 1957 – Eingliederung von Oberalbertsdorf in die Gemeinde Niederalbertsdorf
- 1. Juli 1958 – Umgliederung von Braunichswalde, Seelingstädt, Vogelgesang und Zwirtzschen in den Kreis Gera-Land im Bezirk Gera.
- 1. Februar 1973 – Eingliederung von Gösau in die Stadt Crimmitschau
- 1. April 1974 – Eingliederung von Großpillingsdorf in die Gemeinde Blankenhain
- 1. Januar 1994 – Eingliederung von Blankenhain, Langenreinsdorf und Mannichswalde in die Stadt Crimmitschau
- 1. Januar 1994 – Eingliederung von Beiersdorf und Gospersgrün in die Gemeinde Ruppertsgrün
- 1. März 1994 – Eingliederung von Niederalbertsdorf in die Gemeinde Langenbernsdorf

Am 17. Mai 1990 wurde der Kreis in Landkreis Werdau umbenannt. Anlässlich der Wiedervereinigung der beiden deutschen Staaten wurde der Landkreis im Oktober 1990 dem wiedergegründeten Land Sachsen zugesprochen. Bei der ersten sächsischen Kreisreform ging er am 1. August 1994 im neuen Landkreis Zwickauer Land auf.

## Einwohnerentwicklung
| Jahr      | 1960   | 1971   | 1981   | 1989   |
| Einwohner | 91.967 | 86.820 | 75.539 | 69.884 |

## Wirtschaft
Bedeutende Betriebe waren unter anderem:
- VEB Kraftfahrzeugwerk „Ernst Grube“ Werdau; (zuletzt Teil des IFA-Kombinats Pkw)
- VEB Waggonbau Werdau; (bis 1952 Teil der VVB LOWA, danach Übergang zum Kraftfahrzeugwerk „Ernst Grube“)
- VEB Maßindustrie Werdau; (zuletzt Teil des Kombinats Haushaltgeräte)
- VEB Volltuchwerke Crimmitschau; (zuletzt Teil des Kombinats Wolle und Seide)
- VEB Apparate- und Kompensatorenbau Crimmitschau; (zuletzt Teil des Chemieanlagenbaukombinats Leipzig-Grimma)
- VEB Zweizylinderspinnereien Werdau (ZWEIGA); (zuletzt Teil des Kombinats Deko)

## Verkehr
Über die Autobahn Eisenach–Dresden war der Kreis an das Autobahnnetz der DDR angeschlossen. Dem überregionalen Straßenverkehr diente außerdem die F 175 von Zwickau über Werdau nach Weida.
Das Kreisgebiet wurde von den Eisenbahnstrecken Werdau–Dresden, Leipzig–Werdau–Plauen und Werdau–Weida–Mehltheuer erschlossen. Der Abzweig Werdau Bogendreieck hatte eine wichtige Funktion in Westsachsen.

## Bevölkerungsdaten
Bevölkerungsübersicht aller 21 Gemeinden des Kreises, die 1990 in das wiedergegründete Land Sachsen kamen.
| AGS      | Gemeinde            | Einwohner       | Einwohner         | Fläche (ha)       |
| AGS      | Gemeinde            | 3. Oktober 1990 | 31. Dezember 1990 | 31. Dezember 1990 |
| 14054010 | Beiersdorf          | 706             | 707               | 680               |
| 14054020 | Blankenhain         | 1 042           | 1 034             | 1 143             |
| 14054030 | Crimmitschau, Stadt | 22 801          | 22 665            | 2 854             |
| 14054040 | Dänkritz            | 189             | 189               | 167               |
| 14054050 | Fraureuth           | 3 675           | 3 652             | 928               |
| 14054070 | Gospersgrün         | 333             | 333               | 263               |
| 14054090 | Hartmannsdorf       | 122             | 123               | 284               |
| 14054100 | Königswalde         | 654             | 650               | 651               |
| 14054110 | Langenbernsdorf     | 2 080           | 2 047             | 1 966             |
| 14054120 | Langenhessen        | 2 013           | 2 010             | 1 035             |
| 14054130 | Langenreinsdorf     | 677             | 675               | 851               |
| 14054140 | Lauenhain           | 356             | 364               | 895               |
| 14054150 | Lauterbach          | 591             | 585               | 471               |
| 14054160 | Leubnitz            | 3 255           | 3 233             | 2 945             |
| 14054170 | Mannichswalde       | 722             | 718               | 655               |
| 14054180 | Neukirchen/Pleiße   | 3 580           | 3 555             | 1 041             |
| 14054190 | Niederalbertsdorf   | 612             | 609               | 951               |
| 14054200 | Ruppertsgrün        | 1 366           | 1 368             | 383               |
| 14054210 | Steinpleis          | 2 557           | 2 543             | 1 006             |
| 14054220 | Trünzig             | 1 024           | 1 025             | 718               |
| 14054230 | Werdau, Stadt       | 19 683          | 19 241            | 930               |
| 14054000 | Landkreis Werdau    | 68038           | 67326             | 20819             |

## Kfz-Kennzeichen
Den Kraftfahrzeugen (mit Ausnahme der Motorräder) und Anhängern wurden von etwa 1974 bis Ende 1990 dreibuchstabige Unterscheidungszeichen, die mit den Buchstabenpaaren TW und XW begannen, zugewiesen. Die letzte für Motorräder genutzte Kennzeichenserie war XH 60-01 bis XH 99-99.
Anfang 1991 erhielt der Landkreis das Unterscheidungszeichen WDA. Es wurde bis zum 31. Dezember 1994 ausgegeben. Seit dem 9. November 2012 ist es im Landkreis Zwickau erhältlich.